# Arnór Sigurðsson
Arnór Sigurðsson est un footballeur international islandais, né le 15 mai 1999 à Akranes en Islande, qui évolue au poste de milieu avec le Malmö FF.

## Biographie

### Carrière en club

#### ÍA Akranes
Formé dans sa ville natale d'Akranes, au club de l'ÍA, Arnór Sigurdsson fait ses débuts dans le championnat islandais lors de la saison 2015, le 3 octobre, face à l'ÍBV Vestmannaeyja.

#### IFK Norrköping
Recruté par Norrköping à l'été 2017, Sigurdsson atteint la deuxième place avec le club en Allsvenskan. En coupe de Suède, il joue les demi-finales mais ne jouera pas la finale perdue face à Östersund.

#### CSKA Moscou et après
Lors du mercato estival de 2018, Sigurdsson rejoint le CSKA Moscou. Il y porte le numéro 17, jusqu'alors porté par Aleksandr Golovin. Avec le CSKA, Sigurdsson fait ses débuts en Ligue des champions en septembre 2018. S'il ne parvient pas à qualifier son équipe pour les huitièmes de finale, le joueur islandais marque tout de même face à l'AS Rome (défaite 1-2) puis au Real Madrid (victoire 3-0).
Le 21 juin 2023, il rejoint Blackburn Rovers.

### En sélection
Appelé par l’entraîneur des espoirs, Eyjólfur Sverrisson, Arnór Sigurdsson dispute les éliminatoires du championnat d'Europe espoirs 2019 avec l'équipe d'Islande espoirs. Il marque un but contre l'Estonie et délivre deux passes décisives face à l'Espagne, mais les Islandais ne parviennent pas à se qualifier pour la phase finale du tournoi.
Sigurdsson est par la suite appelé par le sélectionneur Erik Hamrén en équipe d'Islande en novembre 2018, avec qui il connaît sa première sélection lors d'un match de Ligue des nations face à la Belgique le 15 novembre en tant que titulaire.
Sigurðsson inscrit son premier but en équipe nationale face à Andorre le 14 octobre 2019 (score: 2-0) dans le cadre des qualifications pour l'Euro 2020.

## Statistiques
| Saison                | Club                    | Championnat           | Championnat | Championnat | Coupe(s) nationale(s) | Coupe(s) nationale(s) | Compétition(s) continentale(s) | Compétition(s) continentale(s) | Compétition(s) continentale(s) | Total | Total |
| Saison                | Club                    | Division              | M.          | B.          | M.                    | B.                    | Comp.                          | M.                             | B.                             | M.    | B.    |
| 2015                  | ÍA Akranes              | D1                    | 1           | 0           | -                     | -                     | -                              | -                              | -                              | 1     | 0     |
| 2016                  | ÍA Akranes              | D1                    | 6           | 0           | 3                     | 0                     | -                              | -                              | -                              | 9     | 0     |
| 2017                  | ÍA Akranes              | D1                    | -           | -           | 3                     | 0                     | -                              | -                              | -                              | 3     | 0     |
| Sous-total            | Sous-total              | Sous-total            | 7           | 0           | 6                     | 0                     | -                              | -                              | -                              | 13    | 0     |
| 2017                  | IFK Norrköping          | D1                    | 8           | 0           | 1                     | 0                     | -                              | -                              | -                              | 9     | 0     |
| 2018                  | IFK Norrköping          | D1                    | 17          | 3           | -                     | -                     | -                              | -                              | -                              | 17    | 3     |
| 2022                  | IFK Norrköping (prêt)   | D1                    | 11          | 6           | -                     | -                     | -                              | -                              | -                              | 11    | 6     |
| 2023                  | IFK Norrköping (prêt)   | D1                    | 7           | 4           | 5                     | 4                     | -                              | -                              | -                              | 12    | 8     |
| Sous-total            | Sous-total              | Sous-total            | 43          | 13          | 6                     | 4                     | -                              | -                              | -                              | 49    | 17    |
| 2018-2019             | CSKA Moscou             | D1                    | 21          | 5           | -                     | -                     | C1                             | 6                              | 2                              | 27    | 7     |
| 2019-2020             | CSKA Moscou             | D1                    | 22          | 4           | 2                     | 0                     | C3                             | 5                              | 0                              | 29    | 4     |
| 2020-2021             | CSKA Moscou             | D1                    | 23          | 2           | 3                     | 0                     | C3                             | 5                              | 0                              | 31    | 2     |
| Sous-total            | Sous-total              | Sous-total            | 66          | 11          | 5                     | 0                     | -                              | 16                             | 2                              | 87    | 13    |
| 2021-2022             | Venise FC (prêt)        | Serie A               | 9           | 0           | 2                     | 0                     | -                              | -                              | -                              | 11    | 0     |
| Sous-total            | Sous-total              | Sous-total            | 9           | 0           | 2                     | 0                     | -                              | 0                              | 0                              | 11    | 0     |
| 2023-2024             | Blackburn Rovers (prêt) | Championship          | 20          | 5           | 3                     | 2                     | -                              | -                              | -                              | 23    | 7     |
| Sous-total            | Sous-total              | Sous-total            | 20          | 5           | 3                     | 2                     | -                              | 0                              | 0                              | 23    | 7     |
| Total sur la carrière | Total sur la carrière   | Total sur la carrière | 145         | 29          | 22                    | 6                     | -                              | 16                             | 2                              | 183   | 37    |